# Hiệp hội Danh dự Quốc tế Golden Key
Hiệp hội Danh dự Quốc tế Golden Key hay Hiệp hội Danh dự Quốc tế Chìa khóa vàng (tiếng anh: Golden Key International Honour Society) là một tổ chức phi lợi nhuận có trụ sở tại Atlanta, Georgia, Hoa Kỳ. Tổ chức được thành lập vào năm 1977 với mục đích công nhận và tôn vinh thành tích học thuật của sinh viên đại học và cao đẳng. Để trở thành hội viên của Golden Key, sinh viên cần nằm trong top 15% của trường đại học, cao đẳng, dựa trên điểm trung bình (GPA).
Golden Key hiện có hơn 400 chi hội tại các trường đại học và cao đẳng trên khắp thế giới, bao gồm Hoa Kỳ, Úc, Bahamas, Canada, Ấn Độ, Malaysia, New Zealand, Singapore, Nam Phi, Trung Quốc và Việt Nam .

## Lịch sử
Năm 1977, James W. Lewis thành lập Hội Danh dự Đại học Quốc gia Golden Key tại Đại học Bang Georgia ở Atlanta, Georgia . Mục tiêu ban đầu của hội là tạo ra một tổ chức danh dự về học thuật mới, cạnh tranh với các tổ chức danh dự lâu đời như Phi Beta Kappa nhưng tuyển chọn thành viên nghiêm ngặt hơn trên tiêu chuẩn xét tuyển các sinh viên nằm trong top 15% của khóa học hoặc có thành tích xuất sắc trong học thuật. Golden Key đã phát triển mạnh trong những năm 1980 bằng việc mở rộng số lượng chi nhánh và hội viên tại các trường Đại học, Cao đẳng tại Hoa Kỳ. Năm 1984, James W. Lewis chuyển trụ sở của tổ chức đến một tòa nhà mới ở khu Druid Hills của Atlanta. Sau thập kỷ 1980, Golden Key bắt đầu thu hút các nhà tài trợ và tổ chức các sự kiện lớn để tăng khả năng cạnh tranh của sinh viên trên thị trường lao động. Vào những năm 1990, Golden Key tiếp tục mở rộng sang Úc, Canada và nhiều quốc gia trên thế giới. Đến năm 2000, Hội Danh dự Đại học Quốc gia Golden Key chính thức đổi tên thành Hiệp hội Danh Dự Quốc Tế Golden Key để thể hiện tính toàn cầu của tổ chức.
Vào tháng 1 năm 2000, James W. Lewis, chủ tịch của hiệp hội, đã từ chức sau khi chịu áp lực từ hội đồng quản trị và Carl Patton được bổ nhiệm để thay thế. Đến năm 2002, Carl Patton cũng từ chức sau khi tổ chức gặp phải chỉ trích từ phương tiện truyền thông. Đến năm 2002, Hiệp hội Danh dự Quốc tế Golden Key là một trong những hiệp hội danh dự đại học lớn nhất thế giới, với ngân sách hàng năm là 10,9 triệu đô la Mỹ và hơn 120.000 thành viên gia nhập mỗi năm.
Năm 2011, Hiệp hội Danh dự Quốc tế Golden Key đã thành lập chi hội ở Việt Nam tại Trường Đại học Quốc tế RMIT Việt Nam, với hơn 300 hội viên tính đến thời điểm hiện tại..

### Vị trí
Hiện nay, Hiệp hội Danh dự Quốc tế Golden Key có hơn 400 chi hội trên toàn thế giới. Các quốc gia có chi nhánh của Golden Key:
- 1977 – Hoa Kỳ
- 1993 – Úc
- 1997 – Canada
- 1998 – Malaysia
- 1999 – New Zealand
- 2000 – Nam Phi
- 2010 – Bahamas
- 2011 – Ấn Độ
- 2011 – Việt Nam
- 2019 – Hồng Kông (Trung Quốc)

## Một số hình ảnh

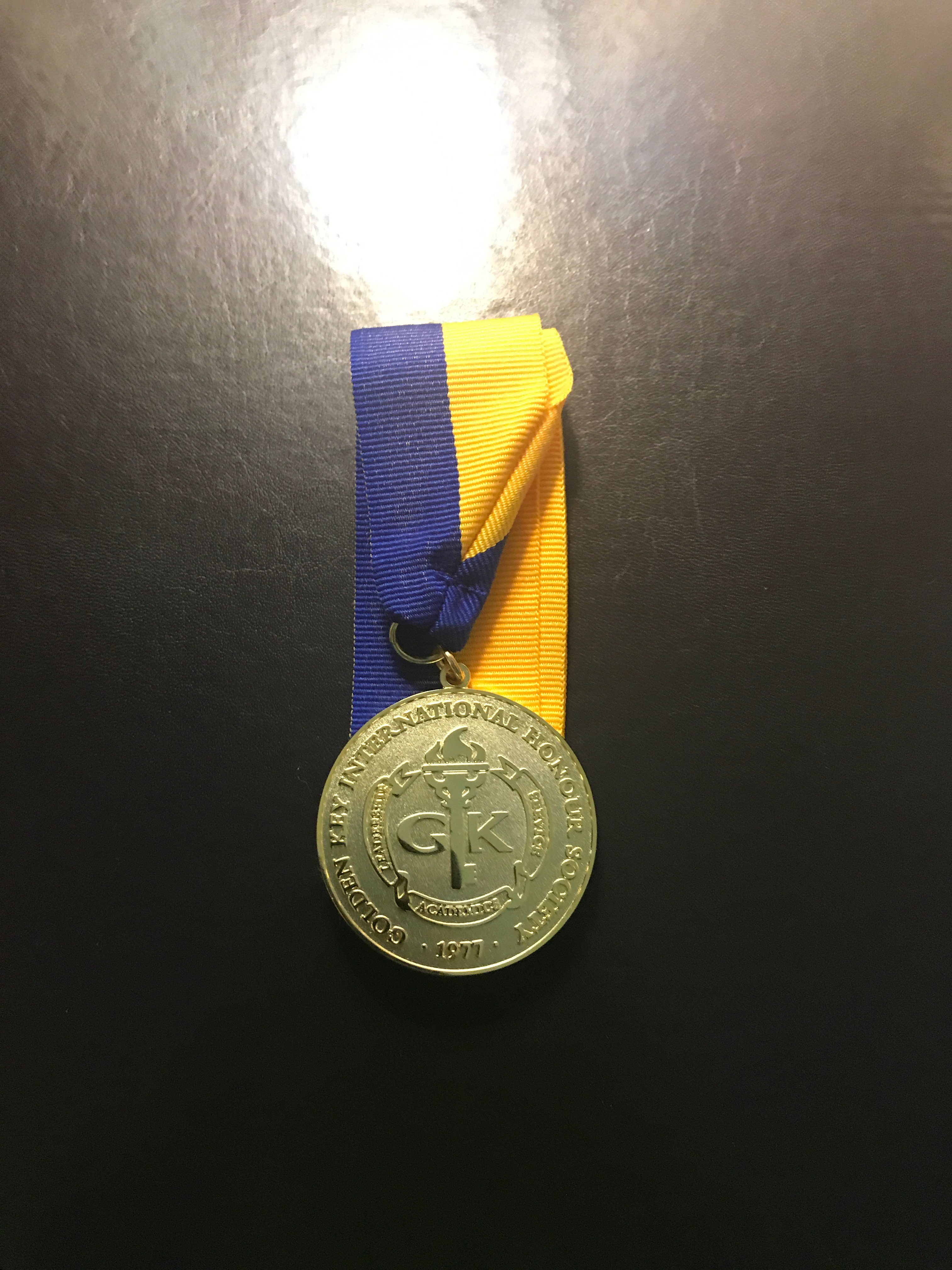
Huân chương Golden Key được sử dụng cho lễ tốt nghiệp/kết nạp hội viên mới.
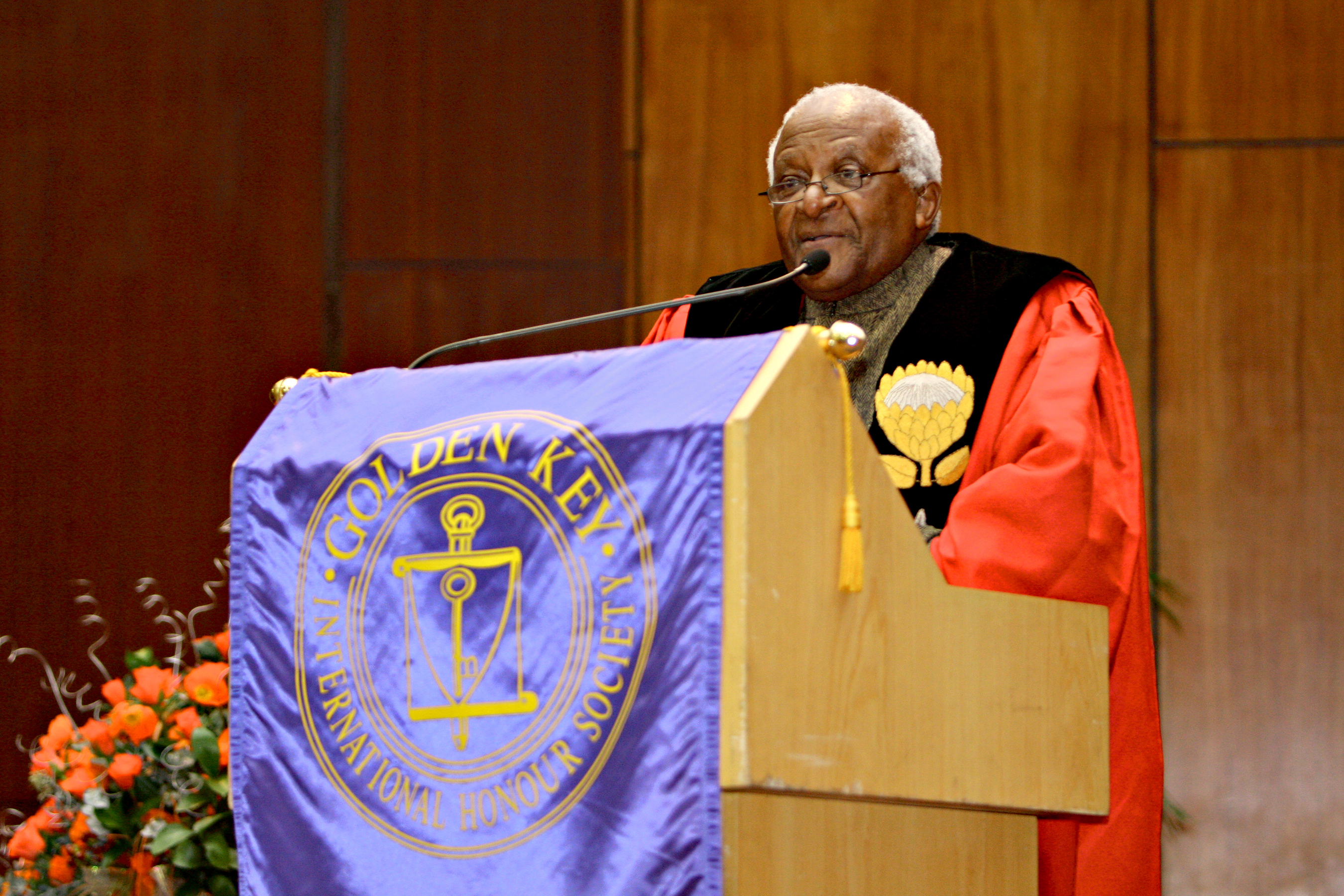
Tổng Giám mục Desmond Tutu, người đạt Giải Nobel Hòa bình, phát biểu trong buổi lễ kết nạp hội viên mới tại Đại học Cape Town năm 2009
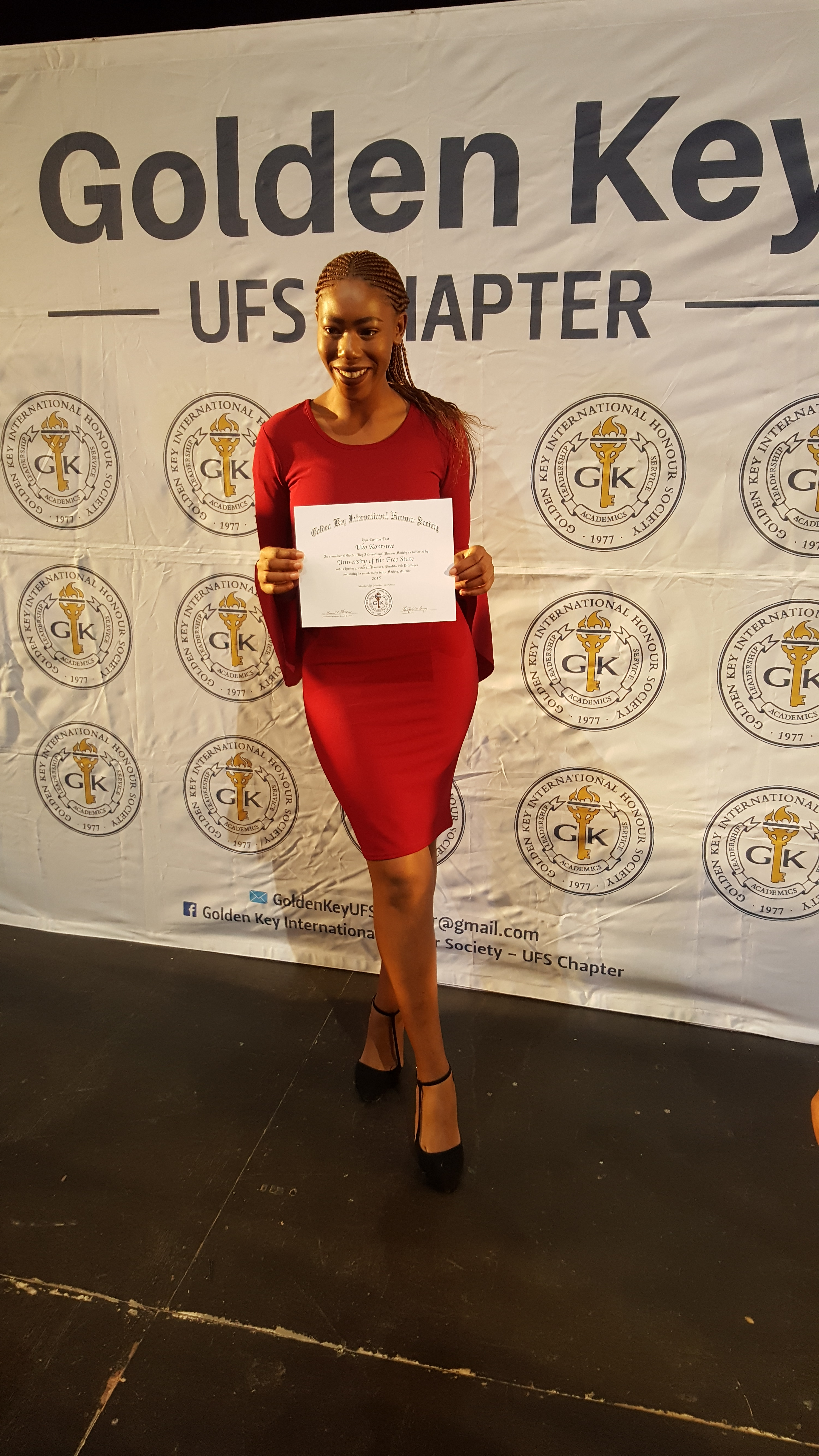
Hình ảnh một người nhận giấy chứng nhận hội viên từ Hiệp hội Danh dự Quốc tế Golden Key năm 2018